# Aeroportul Internațional Bangui M'Poko
Aeroportul Internațional Bangui M'Poko (IATA: BGF, ICAO: FEFF) este un aeroport din Ombella-M'Poko, Republica Centrafricană ce deservește zona Bangui. Aeroportul a fost tranzitat în 2016 de 156.995 de pasageri. A fost numit după zona deservită.
Situat la o altitudine de 368 m, aeroportul dispune de 1 pistă.

## Infrastructură

### Piste
Aeroportul dispune de o singură pistă. Pista are orientarea 17/35.